# Longirod
Longirod ist eine politische Gemeinde im Distrikt Nyon des Kantons Waadt in der Schweiz.

## Geographie

Luftbild (1964)

Longirod liegt auf 899 m ü. M., 13 km nördlich des Bezirkhauptortes Nyon (Luftlinie). Das Haufendorf erstreckt sich auf einer leicht nach Süden geneigten Höhe am Jurasüdhang, in aussichtsreicher Lage rund 500 m über dem Seespiegel des Genfersees.
Die Fläche des 9,5 km² grossen Gemeindegebiets umfasst einen Abschnitt des Jurasüdhangs und des Waadtländer Juras. Der Gemeindeboden reicht im Südosten des Dorfes über den Hügel Terrez (894 m ü. M.) bis in die Niederung des Tals Prévondavaux. Dieses Tal ist ein Zeugnis der letzten Eiszeit, es war einst eine Schmelzwasserrinne am Rand des eiszeitlichen Rhonegletschers. Nach Nordwesten erstreckt sich das Gemeindegebiet auf die Antiklinale der Mont-Tendre-Kette, die im Bereich von Longirod dicht bewaldet ist und kaum Lichtungen aufweist. Der höchste Punkt der Gemeinde ist mit 1495 m ü. M. der Crêt de la Neuve. In der Nähe des Pré de Rolle auf dem Jurakamm befindet sich die Höhle Gouffre de Longirod. Das Gemeindegebiet liegt auf einer Wasserscheide, der östliche Teil wird über die Saubrette zur Aubonne entwässert, während vom westlichen Teil die Serine das Wasser zur Promenthouse führt. Von der Gemeindefläche entfielen 1997 3 % auf Siedlungen, 56 % auf Wald und Gehölze, 40 % auf Landwirtschaft und etwas weniger als 1 % war unproduktives Land.
Zu Longirod gehören einige Einzelhöfe. Nachbargemeinden von Longirod sind Saint-George, Gimel, Saint-Oyens, Burtigny, Marchissy und Le Chenit.

## Bevölkerung
Mit 551 Einwohnern (Stand 31. Dezember 2023) gehört Longirod zu den kleinen Gemeinden des Kantons Waadt. Von den Bewohnern sind 83,4 % französischsprachig, 8,7 % deutschsprachig und 4,7 % englischsprachig (Stand 2000). Die Bevölkerungszahl von Longirod belief sich 1900 auf 309 Einwohner. Nachdem die Bevölkerung bis 1970 auf 200 Einwohner abgenommen hatte, setzte seither wieder eine deutliche Bevölkerungszunahme ein.

## Wirtschaft
Longirod war bis in die zweite Hälfte des 20. Jahrhunderts ein vorwiegend durch die Landwirtschaft geprägtes Dorf. Noch heute spielt die Landwirtschaft als Erwerbszweig der Bevölkerung eine wichtige Rolle, wobei Viehzucht und Milchwirtschaft gegenüber dem Ackerbau dominieren. Weitere Arbeitsplätze sind im lokalen Kleingewerbe und im Dienstleistungssektor vorhanden. In den letzten Jahrzehnten hat sich das Dorf dank seiner attraktiven Lage zu einer Wohngemeinde entwickelt. Viele Erwerbstätige sind deshalb Wegpendler, die in den grösseren Orten entlang des Genfersees ihrer Arbeit nachgehen.

## Verkehr
Die Gemeinde liegt an der Kantonsstrasse, die von Gland via Saint-George über den Col du Marchairuz in das Vallée de Joux führt. Durch den Postautokurs, der von Nyon nach Gimel verkehrt, ist Longirod an das Netz des öffentlichen Verkehrs angebunden.

## Geschichte
Ein im Wald von Outard östlich von Longirod gefundener Schalenstein bezeugt die Begehung und Besiedlung des Gemeindegebietes bereits im Neolithikum. Die erste urkundliche Erwähnung des Ortes erfolgte 1267 unter dem Namen Longirot, später erschien auch die Schreibweise Longiro (erstmals im Jahr 1391). Longirod kam im 13. Jahrhundert als Lehen an die Herren von Aubonne.
Seit der Eroberung der Waadt durch Bern im Jahr 1536 teilte Longirod die Geschicke von Aubonne und kam 1701 an die Landvogtei Aubonne. 1788 fielen zahlreiche Häuser einer Feuersbrunst zum Opfer. Nach dem Zusammenbruch des Ancien Régime gehörte das Dorf von 1798 bis 1803 während der Helvetik zum Kanton Léman, der anschliessend mit der Inkraftsetzung der Mediationsverfassung im Kanton Waadt aufging. 1798 wurde es dem Bezirk Aubonne zugeteilt.
2010 veranstaltete man das Long’I’Rock.

## Sehenswürdigkeiten
Die reformierte Pfarrkirche Saint-Théodule stammt aus der Zeit um 1440. Im Ortskern sind einige Bauernhäuser aus dem 18. und 19. Jahrhundert erhalten.